# Rajnath Singh
Rajnath Singh (geboren 10 juli 1951) is een Indiaas politicus die sinds 2019 dient als minister van Defensie van India. 
Eerder was hij de premier van Uttar Pradesh en kabinetsminister in de regering van Vajpayee. Hij was minister van Binnenlandse Zaken in het kabinet van Narendra Modi. 
Hij heeft ook twee keer gediend als voorzitter van de Bharatiya Janata-partij (BJP), van 2005 tot 2009 en 2013 tot 2014.
- Bibsys: 90411484
- Bibliothèque nationale de France: cb352869825 (data)
- Gemeinsame Normdatei: 128726717
- International Standard Name Identifier: 0000 0000 8137 8910
- Library of Congress Control Number: nb2002003105
- Système universitaire de documentation: 075838885
- Virtual International Authority File: 3532975
- WorldCat: E39PCjDfmTCt48WdgwqThTqcGd